# Martin O'Donnell (giocatore di snooker)
Martin O'Donnell (Harrow, 4 giugno 1986) è un giocatore di snooker inglese.

## Carriera
Martin O'Donnell è diventato un professionista abbastanza tardi, a 26 anni nel 2012.
Dopo una semifinale allo Shoot-Out 2018, l'inglese arriva per tre volte ai quarti di finale nella stagione 2018-2019, la sua stagione migliore in assoluto in cui passa dal 67º posto iniziale al 42°.

## Ranking[4]
| Stagione  | Ranking iniziale | Ranking finale |
| --------- | ---------------- | -------------- |
| 2012-2013 | Non classificato | 86             |
| 2013-2014 | 85               | 84             |
| 2015-2016 | Non classificato | 78             |
| 2016-2017 | 66               | 74             |
| 2017-2018 | Non classificato | 81             |
| 2018-2019 | 67               | 42             |
| 2019-2020 | 42               | 34             |
| 2020-2021 | 34               |                |